# Polisen och pyromanen
Polisen och pyromanen är en svensk miniserie från 1996. Serien hade premiär i SVT den 29 mars 1996.
Detta var den femte och sista serien som ingick i Polisen i Strömstad med bland andra Per Oscarsson, Evert Lindkvist, Alf Nilsson och Stefan Ljungqvist i huvudrollerna och med Arne Lifmark som regissör. Som förlaga använde man Gösta Unefäldts kriminalroman Polisen och mordet i stadshuset från 1992.

## Handling
En pyroman härjar i Strömstad med omnejd. I stadshuset begås vid samma tid ett mord på kommunalrådet. Polischefen Gustav Jörgensson och hans närmsta kolleger, Nils Gryt och den alltmer alkoholiserade Bo Kronborg, jobbar febrilt för att spåra pyromanen och mördaren.
På polisstationen i Strömstad har man nu fått förstärkning av två kvinnliga poliser, Pernilla Bitén och Anita Lövstedt. Polisman Evald Larsson har återigen blivit uttagen för att tävla i Pistolskytte-VM för poliser. Sin vana trogen lyckas han missa tävlingen även denna gång.

## Rollista
Poliserna
- Gustav Jörgensson, polischef - Per Oscarsson
- Bo Kronborg, kriminalkommissarie - Alf Nilsson
- Nils Gryt, poliskommissarie - Evert Lindkvist
- Evald Larsson, polisman - Stefan Ljungqvist
- Lars Grahn, polisman - Sonny Johnson
- Pernilla Bitén, kriminalassistent - Ewa Carlsson
- Anita Lövstedt, polis - Maria Lundqvist

Två poliser i Stockholm
- Patrik Voight
- Jens Mårtensson

Göteborgspoliserna
- Johan Gry
- Kristian Lima de Faria

VM-landslaget i pistolskytte
- Göran Forsmark
- Pierre Lindstedt
- Leif Forstenberg

I Stadshuset
- Efraim Augustsson, kommunalråd - Tomas Laustiola
- Vaktmästaren, Anders Blomster, Jonas pappa - Hans Mosesson
- Jonas Blomster - Ulf Rönnerstrand
- Jonas mamma, Sandra Blomster - Johanna Westfeldt
- Christer Eng Kanslichef - Niklas Hjulström
- Peder Ryhed - Ingvar Haggren
- Alfred Emanuelsson - Iwar Wiklander
- Justus Nilsson - Ragnar Sörman

Journalister
- Maria Fahl
- Jerker Fahlström
- Katarina Malmer
- Gösta Nilsson

Tvillingarna
- Lena Karlsson
- Sara Karlsson
- Tvillingarnas mamma - Lena B. Nilsson

Raggarna
- Torbjörn Ahlströmmer
- Hans Hansson
- Alexander Nyberg
- Michael Skärström

Övriga
- Kina - Theresa Kjell
- Kinas lillasyster - Siri Lundseie
- Kinas mamma - Anna Kristina Kallin
- Kinas pappa - Peter Schildt
- Camilla Gryt - Doris Funcke
- Kommunalrådets hustru - Marit Grönhaug
- Kommunalrådets hustrus syster - Grith Fjeldmose
- Timotius Erlandsson - Arne Augustsson
- Barbro Emanuelsson - Guje Palm
- Lena Gudmundsson - Gunilla Åkesson
- Lars-Erik Rubensson, Pyroman - Anders Granell
- Personalchefen på Uddevalla lasarett - Babben Larsson
- Kantorn - Kent Andersson
- Lovisa Augustsson - Maria Hörnelius
- Peder Ryheds son - Tobias Ahlsell
- Direktör Teofil Gryning - Puck Ahlsell
- Brandchefen - Ingemar Carlehed
- Greta Faxén - Maria Hedborg
- Bankdirektören - Dag Malmberg
- Pensionären - Hans Råstam

## Avsnittsguide
| Nr i serien | Nr i säsongen | Titel   | Regissör     | Manus                         | Originalvisning |
| ----------- | ------------- | ------- | ------------ | ----------------------------- | --------------- |
| 17          | 1             | "Del 1" | Arne Lifmark | Gösta Unefäldt & Arne Lifmark | 29 mars 1996    |
| 18          | 2             | "Del 2" | Arne Lifmark | Gösta Unefäldt & Arne Lifmark | 5 april 1996    |
| 19          | 3             | "Del 3" | Arne Lifmark | Gösta Unefäldt & Arne Lifmark | 12 april 1996   |
| 20          | 4             | "Del 4" | Arne Lifmark | Gösta Unefäldt & Arne Lifmark | 19 april 1996   |
| 21          | 5             | "Del 5" | Arne Lifmark | Gösta Unefäldt & Arne Lifmark | 26 april 1996   |

## DVD-release
Serien släpptes på DVD den 18 mars 2009.